# 테일러 녹스

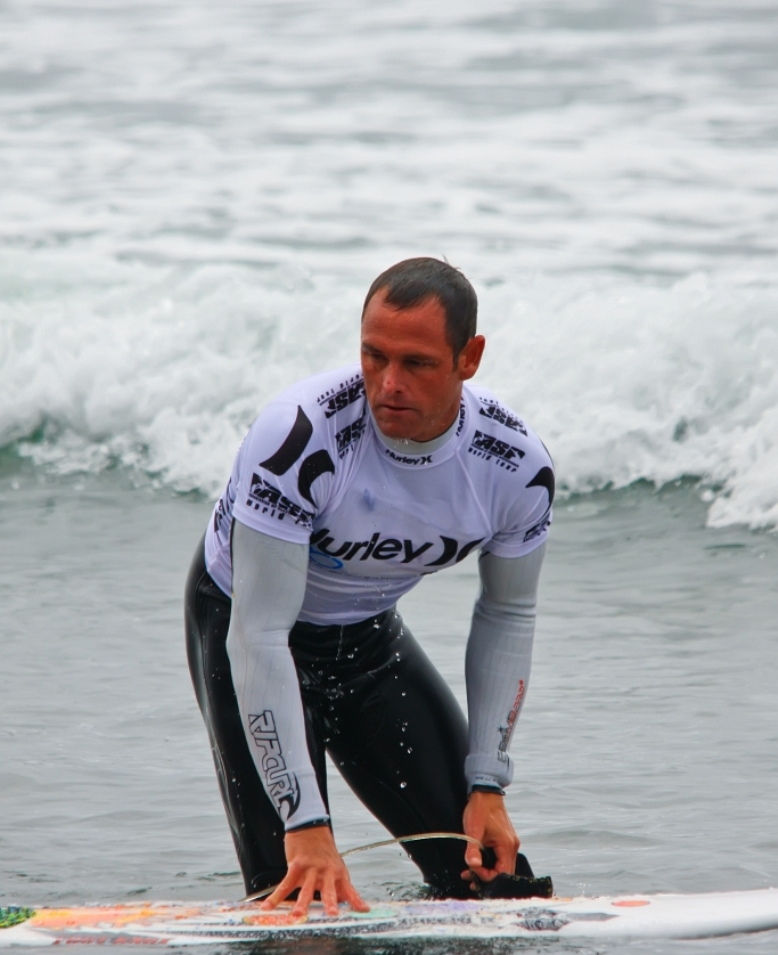
테일러 녹스

테일러 녹스(Taylor Knox, 1971년 5월 15일 ~ )는 미국의 서퍼로, ASP 월드 투어에서 경쟁한다.

## ASP 월드 투어 순위
- 2010: 17위
- 2009: 12위
- 2008: 23위
- 2007: 14위
- 2006: 9위
- 2005: 24위
- 2004: 22위
- 2003: 7위
- 2002: 25위
- 2001: 4위
- 2000: 28위
- 1998: 35위
- 1997: 18위
- 1996: 6위
- 1995: 5위
- 1994: 20위
- 1993: 24위